# فابيان بريدلوو
فابيان بريدلوو (بالألمانية: Fabian Bredlow)‏ (2 مارس 1995 ببرلين في ألمانيا - ) هو لاعب كرة قدم ألماني في مركز حراسة المرمى. شارك مع منتخب ألمانيا تحت 19 سنة لكرة القدم ومنتخب ألمانيا تحت 20 سنة لكرة القدم. أما مع النوادي، فقد لعب مع آر بي لايبزيغ ونادي ليفيرينج ونادي هالشر.

## وصلات خارجية
- فابيان بريدلوو على موقع الاتحاد الأوربي (الإنجليزية)
- فابيان بريدلوو على موقع قاعدة بيانات كرة القدم.إي يو (الإنجليزية)
- فابيان بريدلوو على موقع بيانات كرة القدم. دي إي (الألمانية)
- فابيان بريدلوو على موقع Soccerway.com (الإنجليزية)
- فابيان بريدلوو على موقع عالم كرة القدم.نت (الإنجليزية)
- فابيان بريدلوو على موقع AS.com (الإسبانية)